# Перерыв (село)
Перерыв (укр. Перерив) — село в Матеевецкой сельской общине Коломыйского района Ивано-Франковской области Украины.
Население по переписи 2001 года составляло 665 человек. Занимает площадь 6,77 км². Почтовый индекс — 78268.

## Известные уроженцы
- Козланюк, Пётр Степанович (1904—1965) — украинский советский писатель, литературный критик. Общественный деятель . Депутат Верховного Совета СССР